# Arroz atollado

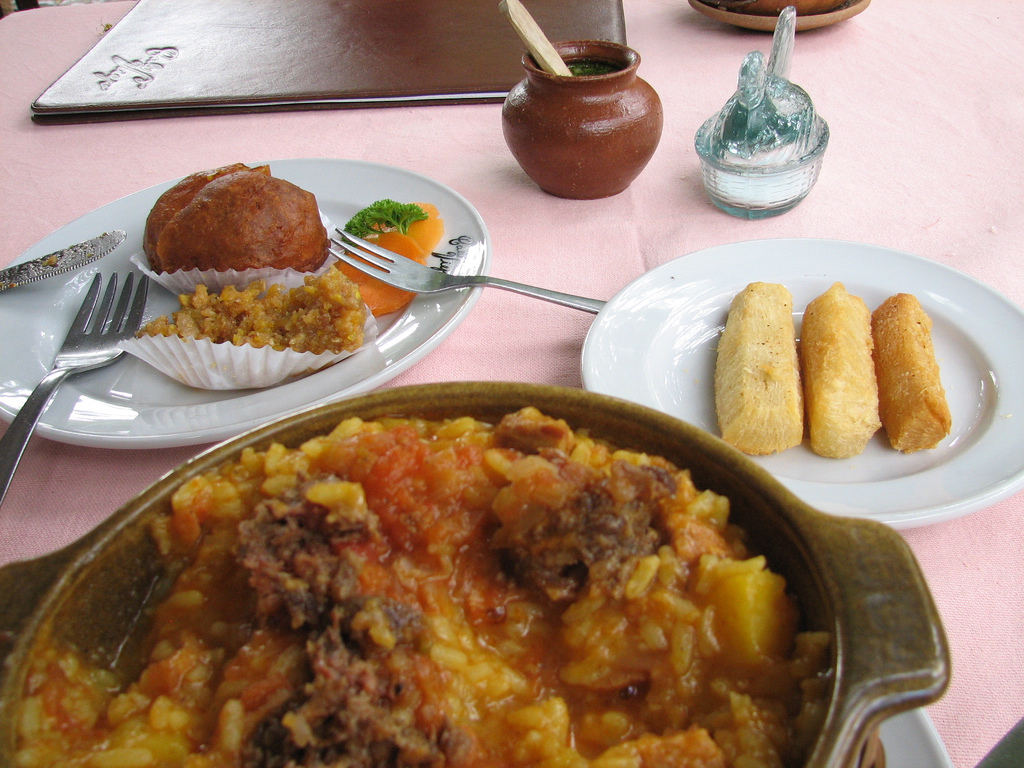
Arroz atollado.

El arroz atollado es una comida típica colombiana del departamento del Valle del Cauca. Originario de la ciudad de Cali. Además del arroz, lleva pollo, cerdo, papas de distintas clases, verduras y condimentos. Es un arroz ensopado. Se sirve con patacones, hogao y chorizo.
Esta comida típica fue heredada de los españoles. En Colombia esta deliciosa receta fue adaptada principalmente por el valle del cauca y la costa. Inicialmente, fue elaborado en tiempos de siembra y cosecha por las tribus Guapi.
Los ingredientes son fáciles de conseguir, entre ellos tenemos: dos pimientos rojos y dos pimientos amarillos, dos cebollas blancas dos tazas de tomate en brunoise, zanahoria y arveja, dos tazas de arroz, dos pechugas de pollo, tocino o chorizo, pimienta y sal. Para preparar esta receta se fríen todo tipo de carnes, luego se cuecen las verduras, el pollo y el arroz y finalmente se mezcla todo. El arroz se sirve con patacón o papas fritas. Este arroz se suele preparar en ocasiones especiales. Es salado y tiene una textura ligeramente cremosa y parte de la carne puede quedar crujiente. En general, este plato ha sido elegido como tradicional en Colombia.